# Martin Pospíšil
Martin Pospíšil (* 26. června 1991 v Bělkovicích-Lašťanech) je český fotbalový záložník a reprezentant, od roku 2023 působící v klubu SK Artis Brno.

## Klubová kariéra
Svoji fotbalovou kariéru začal v SK Bělkovice-Lašťany, odkud v žákovském věku zamířil do SK Sigma Olomouc.

### SK Sigma Olomouc
V A-týmu Sigmy působil od ledna 2011. V 1. lize debutoval 15. května 2011 v zápase proti Hradci Králové, v 82. minutě střídal na hřišti Jana Navrátila. Sigma zvítězila v domácím utkání 2:0. V sezóně 2010/11 nastoupil už jen v následujícím zápase 21. května v Českých Budějovicích, kde odehrál 67 minut (Olomouc prohrála 0:1). Během těchto 2 zápasů si gól nepřipsal. V podzimní části ročníku 2011/12 hostoval v Třinci, zbytek sezony dokončil v Olomouci, kde pod trenérem Petrem Uličným pravidelně nastupoval. Za Sigmu stihl odehrát 10 zápasů v lize a vstřelit 3 góly. První ligové góly v dresu Sigmy dal v zápase 6. dubna 2012 proti domácí Mladé Boleslavi. Prosadil se v 33. a 59. minutě, Olomouc si odvezla 3 body za výhru 3:2. V sezóně 2011/12 vyhrál s Olomoucí národní pohár.
Na začátku sezóny 2012/13 (20. července 2012) nastoupil v 71. minutě k utkání o český Superpohár proti Slovanu Liberec. Olomouc zvítězila 2:0 a zajistila si tak další trofej. V prosinci 2012 podepsal s Olomoucí novou smlouvu, která měla platit do června 2017, zájem o něj projevil např. klub AC Sparta Praha. 
V průběhu ročníku 2013/14 hostoval v Plzni. Po návratu z Plzně se v prvním ligovém zápase jarní části sezony 2013/14 (22. února 2014) gólem podílel na debaklu Slavie 5:1. Navíc si připsal dvě gólové asistence. V sezoně 2013/14 sestoupil s Olomoucí do 2. ligy.

### FK Fotbal Třinec (hostování)
Na podzim 2011 byl na hostování v mužstvu FK Fotbal Třinec, kde odehrál celkem 14 ligových střetnutí, ve kterých se gólově neprosadil.

### FC Viktoria Plzeň
2. září 2013 odešel Martin Pospíšil do klubu FC Viktoria Plzeň, přičemž nebylo známé, jakou formou, kluby přesun neupřesnily. Plzeň později uvedla, že šlo o hostování s opcí. Do týmu přišel jako náhrada za Vladimíra Daridu. Poprvé v novém působišti nastoupil 21. září proti Dukle Praha a ve 12. minutě se prezentoval střelou do tyče. Zápas neměl vítěze, skončil remízou 0:0. Zahrál si i v základní skupině Ligy mistrů, kde se viktoriáni střetli s německým Bayernem Mnichov, anglickým Manchesterem City a ruským CSKA Moskva. V zimní ligové přestávce 2013/14 se vrátil do Olomouce.

### FK Baumit Jablonec
Před sezonou 2014/15 přestoupil do FK Baumit Jablonec, kde podepsal tříletý kontrakt a využil tak klauzuli ve smlouvě s Olomoucí, která mu umožňovala odejít ze Sigmy v případě sestupu do 2. ligy. Majitel Jablonce Miroslav Pelta přivedl do klubu řadu kvalitních fotbalistů s cílem udělat výraznější úspěch. Pospíšil si mohl za nejúspěšnější sezónu v Jablonci zařadit tu úvodní 2014/15, kdy odehrál všech 30 ligových zápasů a nastřílel 7 branek. Klub skončil na konečné 3. příčce ligové tabulky a kvalifikoval se do Evropské ligy UEFA 2015/16, kde vystupoval i s přispěním Pospíšila na solidní úrovni (v play-off předkole jej vyřadil nizozemský Ajax Amsterdam). Další dvě sezóny už nebyly v podání klubu i hráče tak výrazné. Celkem odehrál v letech 2014–2017 během svého angažmá v Jablonci 82 ligových duelů a nastřílel 12 gólů.

### Jagiellonia Białystok
V červenci 2017 podepsal čtyřletý kontrakt v klubu Jagiellonia Białystok, vicemistra polské Ekstraklasy 2016/17, který o jeho služby usiloval již delší dobu. První start v nejvyšší polské soutěži zaznamenal dne 16. července 2017 proti Termalici Nieciecza, kdy Białystok vyhrál v poměru 0:1. První branku za Jagellonii vstřelil 13. srpna 2017 proti Koroně Kielce, kdy v 6. minutě otevíral skóre. I tehdy Bělostočtí slavili, vyhráli 2:3. Na severovýchodě Polska strávil celkem 6 sezon, stihl nastoupit do 197 zápasů a vstřelit 11 gólů.

### SK Sigma Olomouc (návrat)
Na Hanou se po devíti letech jako volný hráč vrátil na jaře 2023. Tehdy podepsal d vouletou smlouvu. Sezony 2022/23 a 2023/24 trávil v A-týmu, po létě 2024 se nevešel do kádru a následující sezonu hrál pouze v rezervě. V této štaci v Olomouci vstřelil tři branky v druholigovém béčku.

### SK Líšeň
Do ambiciózního projektu tohoto klubu přišel dne 7. ledna 2025, když byl představen jako oficiálně první posila kouče Vrby.

## Reprezentační kariéra

### Mládežnické výběry
Martin Pospíšil zasáhl v dresu reprezentační devatenáctky v roce 2010 do jediného přátelského utkání proti domácímu Německu, zápas hraný v Aue skončil vítězstvím českého výběru 3:2 a Pospíšil šel na hřiště na několik závěrečných minut.
V září 2012 debutoval v české reprezentaci do 21 let v kvalifikačním zápase na ME U21 v duelu proti domácí Černé Hoře (0:0).

### A-mužstvo
Mezi lety 2012 až 2016 nastupoval v áčku České reprezentace. 6. listopadu 2012 byl společně se svým klubovým spoluhráčem Michalem Ordošem poprvé nominován trenérem Michalem Bílkem do českého reprezentačního A-týmu pro přípravný zápas se Slovenskem 14. listopadu 2012 v Olomouci (posléze byl pro tento zápas nominován i jeho druhý olomoucký spoluhráč Tomáš Hořava). Trenér Bílek přirovnal Pospíšilův herní styl k jinému českému fotbalovému středopolaři Tomáši Rosickému. Do utkání nastoupil v 82. minutě, když vystřídal klubového spoluhráče Michala Ordoše. Český národní tým vyhrál nad Slovenskem 3:0. Další reprezentační start si připsal až 31. 3. 2015 pod trenérem Pavlem Vrbou v přátelském utkání v Žilině proti stejnému soupeři (Slovensku), tentokrát přišla porážka 0:1.

### Reprezentační góly a zápasy
Zápasy Martina Pospíšila v A-mužstvu české reprezentace
| 2012               | 1 | 0 |
| 2015               | 2 | 0 |
| Celkem             | 3 | 0 |
| Platí k 7. 7. 2017 |   |   |

## Osobní život
Vystudoval Sigmundovu střední školu strojírenskou Lutín v oboru Management ve strojírenství.